# Frizbi
Frizbi (oziroma leteči disk, v izvirniku angleško frisbee) je igrača ali športni pripomoček v obliki diska iz plastike ali druge umetne mase. Namenjen je rekreativnemu ali tekmovalnemu metanju in lovljenju oziroma podajanju.   
Frizbi je v tlorisu okrogel, njegov prerez pa je zaradi roba asimetričen, kar mu ob rotaciji pri metu da lastnost krila, ki generira vzgon. Hkrati rotacija stabilizira let po načelu giroskopa.
Ime frizbi izhaja iz imena leta 1871 ustanovljene pekarne pit Frisbie Pie Company, ki je prodajala pite na aluminijastih podstavkih z dvignjenim robom. Študenti bližnje univerze so kupovali pite v Frisbie Pie Company in kar hitro ugotovili, da so podstavki zelo uporabni tudi za igro, natančneje, za podajanje po zraku. Ker so bili ti podstavki iz aluminija in zato nevarni za naključne mimoidoče, je vsak, ki je podal podstavek, zaklical, »frisbee«. Kasneje je pravice za proizvodnjo izboljšane različice odkupilo podjetje Wham-O, ime Frisbee je njihova zaščitena blagovna znamka, ki pa je sčasoma postalo generičen izraz za ta predmet.
Športi, pri katerih se uporablja ena izmed oblik frizbija so: ultimate, disk golf, double disc court, pasji frizbi, nočni ulitmate (nightimate), prosti slog (freestyle) in nekateri drugi. 
- Ultimate frizbi je najbolj poznan šport s frizbijem. Gre za ekipni šport, pri katerem si nasproti stojita dve ekipi s po sedmimi igralci. Cilj igre je ujeti frizbi v nasprotnikovi končni coni, kar dosežemo s podajanjem frizbija preko igrišča. Frizbi, namenjen ultimatu, je težak 175 g in ima premer 27 cm. Pri nočni različici športa je frizbi osvetljen, prav tako so z različnimi barvami osvetljeni tudi igralci.
- Pri disk golfu sta cilj in način igre podobna običajnemu golfu, le da namesto udarjanja žogice mečemo frizbi. Po progi so namesto lukenj nameščene kovinske košare, v katere moramo vreči frizbi v čim manj poskusih. Podobno kot pri običajnem golfu poznamo različne palice za različne udarce, tudi pri disk golfu uporabljamo različne frizbije za različne mete in razdalje.
- Pri pasjem frizbiju uporabljamo manjše in počasnejše frizbije, narejene iz materialov, ki so odporni na pasji ugriz, obenem pa dovolj mehki, da si psi ob ugrizu ne poškodujejo zob.
- Bistvo prostega sloga (feestyle) je izvajanje različnih metov v kombinaciji z izvajanjem različnih gibov in figur. Pri tem športu uporabljamo enake frizbiije kot pri ultimatu.
- Poznamo tudi nekatere druge oblike frizbijev, kot je na primer obroč, ki leti dlje kot običajen frizbi.